# Nobuyoshi Tamura

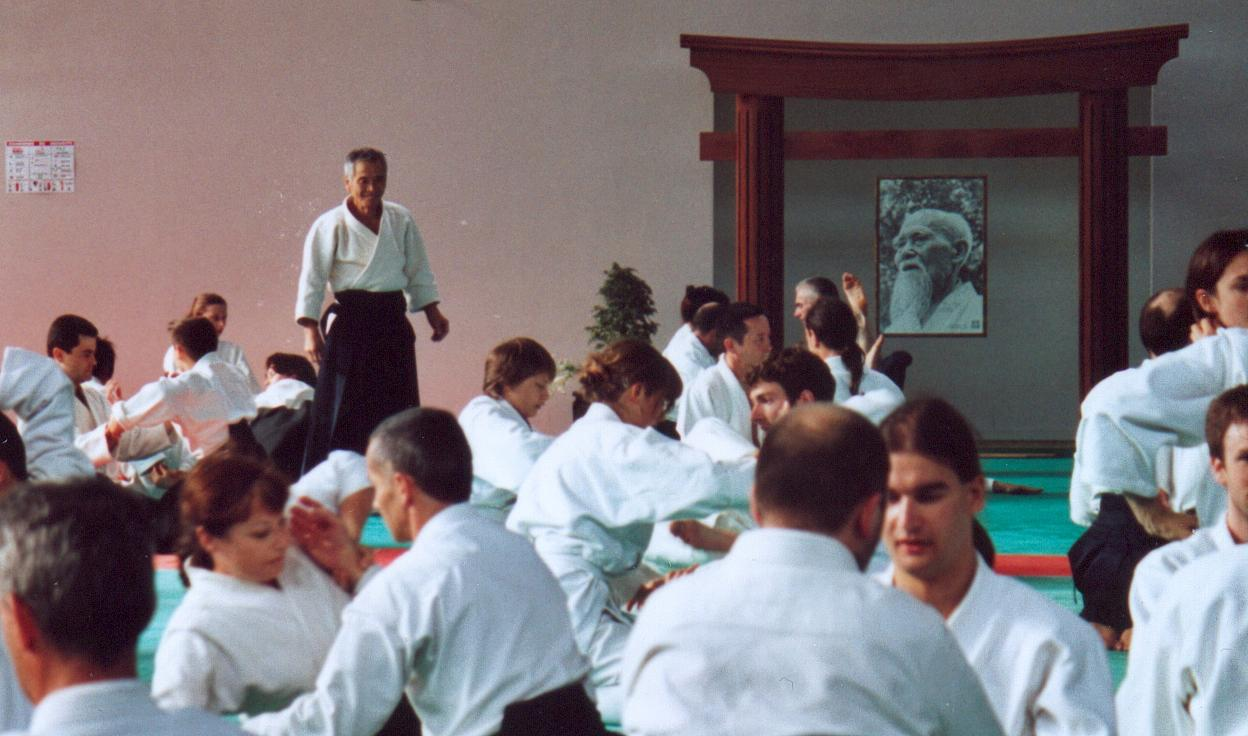
Nobuyoshi Tamura, Internationaler Aikido-Lehrgang in Lesneven, 2006

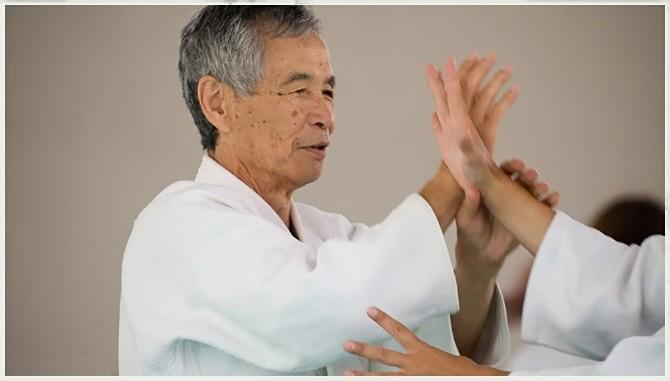
Nobuyoshi Tamura, Internationaler Aikido-Lehrgang in La Colle-sur-Loup, Südfrankreich, August 2005

Nobuyoshi Tamura (jap. 田村 信喜, Tamura Nobuyoshi; * 2. März 1933 in der Präfektur Osaka, Japan; † 9. Juli 2010 in Bras, Frankreich) war ein hochrangiger japanischer Aikidō-Lehrer, der mit Schwerpunkt in Frankreich tätig war. Er begann schon sehr jung mit dem Kampfkunsttraining. Er trat dem Aikikai Hombu Dojo etwa 1953 als Uchi-Deshi bei und wurde bald einer der Lieblingsschüler von Ueshiba Morihei, dem Begründer des Aikidō.
Tamura widmete sich seit 1964 der Verbreitung des Aikidō in Frankreich und Europa. Er war Träger des 8. Dan des Aikikai Tokio. In Deutschland ist hauptsächlich die FDAV (Freie Deutsche Aikido Vereinigung) an Tamura orientiert.

## Werke
- AIKIDŌ, Marseille 1986: Eigenverlag/AGEP; ISBN 2-9501355-0-1.
- Aikido - Etikette und Weitergabe, (Deutsche Ausgabe) ISBN 3-939703-50-8.
- Aikido - Etiquette et transmission. Manuel a l'usage des professeurs. Aix en Provence 1991: Editions du Soleil Levant, ISBN 2-84028-000-0.